# Parafia Niepokalanego Poczęcia Najświętszej Maryi Panny w Pruszkowie
Parafia Niepokalanego Poczęcia Najświętszej Maryi Panny w Pruszkowie – rzymskokatolicka parafia należąca do dekanatu pruszkowskiego, archidiecezji warszawskiej, metropolii warszawskiej Kościoła katolickiego, w Pruszkowie w dzielnicy Żbików. Obsługiwana przez księży diecezjalnych.

## Historia
Parafia została erygowana w 1236. 

### Kościół parafialny
Obecny kościół parafialny został wybudowany w latach 1906-1914 w stylu neogotyckim według projektu Henryka Juliusza Gaya.

## Dokumenty
Zachowane księgi metrykalne z parafii Żbików są zinwentaryzowane w Katalogu Ksiąg Metrykalnych w ramach działań grupy projektpodlasie. 
| Liber Baptisatorum | 1667-1945 |
| Liber Copulatorum  | 1667-1945 |
| Liber Mortuorum    | 1789-1945 |

## Proboszczowie
- ks. Bogdan Przegaliński (?–2025)[2]
- ks. Wojciech Piórko (2025–)[2]